# Gabriella Cilmi
Gabriella Cilmi (/tʃilmi/) est une chanteuse australo-italienne, née le 10 octobre 1991 à Melbourne.
Elle a sorti son premier album Lessons to Be Learned en 2008 et a reçu la même année six ARIA Music Awards. Son second album, Ten, est sorti en 2010. En 2011, elle quitte son label Island Records et commence l'enregistrement d'un troisième album studio, The Sting, sorti le 4 novembre 2013 sous un label indépendant.

## Biographie

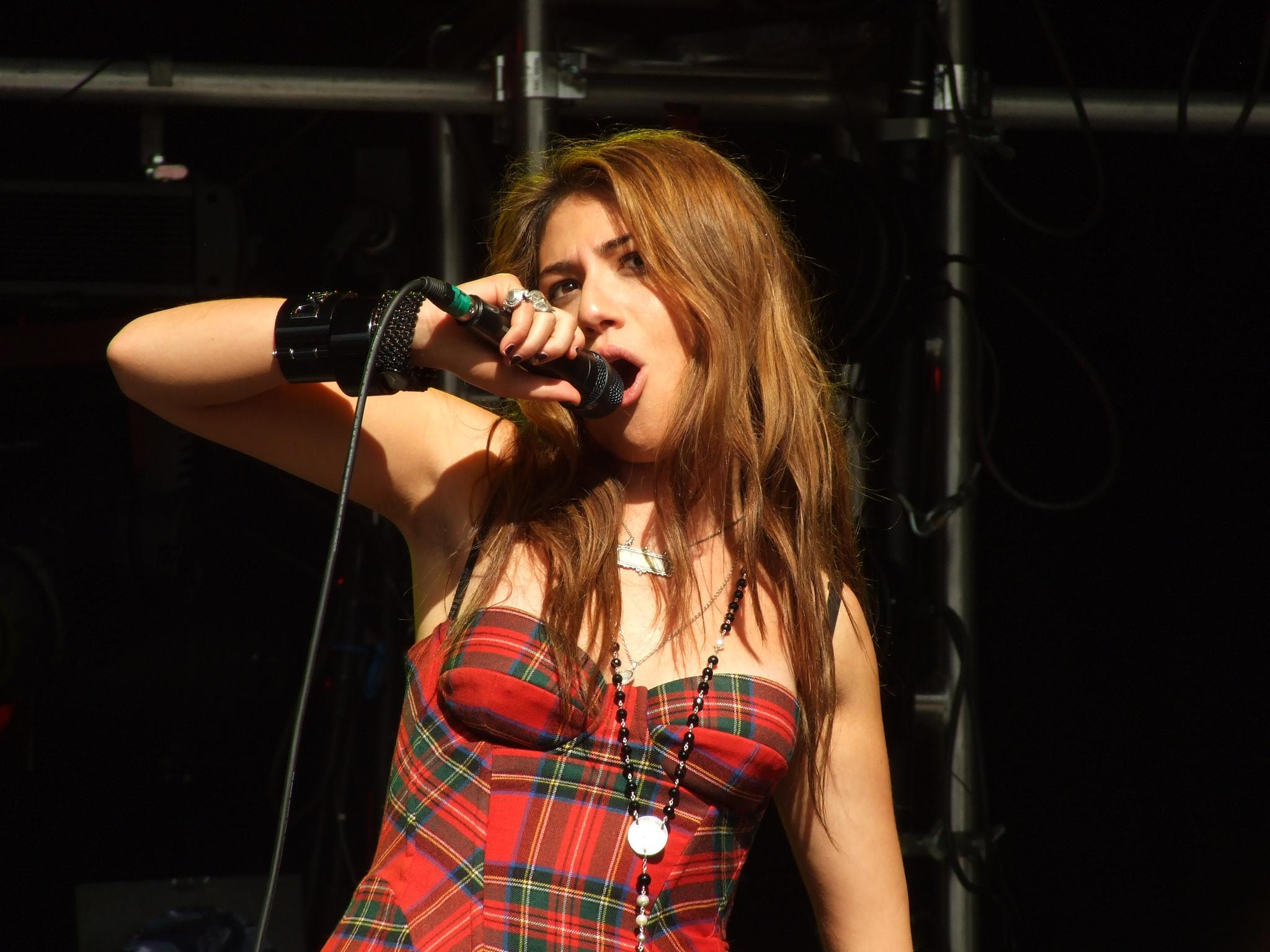
Gabriella Cilmi le 6 juillet 2008 au Godiva Festival.

Gabriella Cilmi a commencé à chanter dans un groupe de lycée, avec lequel elle interprétait des reprises de Suzi Quatro et de Led Zeppelin. Puis, elle a été découverte dans un festival de rue en 2004 par Michael Parisi, de Warner Music. Les trois années suivantes, Cilmi profite de ses vacances scolaires pour coécrire des chansons avec Brian Higgins et Miranda Cooper de Xenomania production. Ceux-ci, connus pour leur travail avec Girls Aloud et Sugababes, l’aident à parfaire son éducation musicale. En 2007, Cilmi s'installe à Londres, avec sa mère, et poursuit des cours par correspondance.
En 2005, elle interprète deux titres figurant sur la bande originale du film australien Hating Alison Ashley (en). Son premier single, Sweet About Me, sorti en mars 2008 par Island Records, atteint la première place du classement des ventes en Australie et dans le Top 20 au Royaume-Uni. Cilmi interprète ce titre lors de sa première apparition à la télévision britannique, dans l'émission musicale Later... with Jools Holland diffusée par la BBC. Echo Beach, une reprise de Martha and the Muffins, face B du single, sert de générique à la série du même nom, diffusée sur ITV. L'album Lessons to Be Learned, paru en mai 2008, se classe second du hit parade australien et entre dans le Top 10 au Royaume-Uni. Elle enregistre son second album Ten en 2010. Ten ne reçoit pas l'accueil espéré par le public. Trois singles accompagnent cet album : On a Mission, Hearts Don't Lie, ainsi que Defender, le troisième single. Une fois l'album exploité, et après un échec commercial, Cilmi quitte le label Island Records pour se lancer avec un nouvel environnement artistique. Elle monte avec quelques amis son propre label Sweetness Records, et fait équipe avec le label indépendant Absolute pour sortir le 11 novembre son troisième album The Sting, avec les singles Sweeter in History, qui fait référence à son premier album, puis, The Sting et Symmetry.

## Discographie

### Singles
- 2008 : Sweet About Me
- 2008 : Save the Lies (Good to Me)
- 2008 : Sanctuary
- 2010 : On a Mission
- 2010 : Hearts Don't Lie
- 2010 : Defender
- 2013 : Sweeter In History (single promotionnel)
- 2013 : The Sting
- 2013 : Symmetry